# Tongspatel

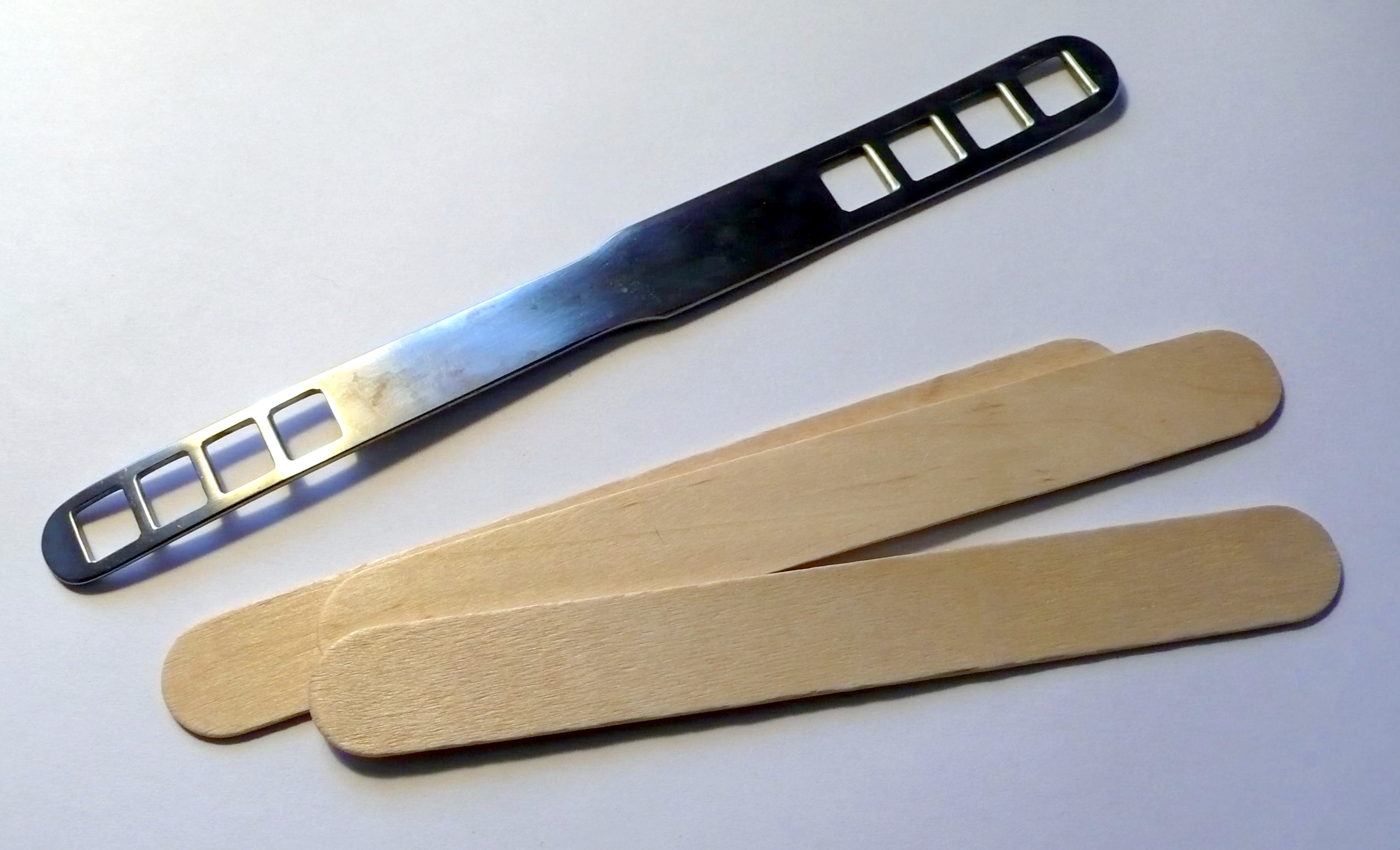
Mondspatels van hout en metaal

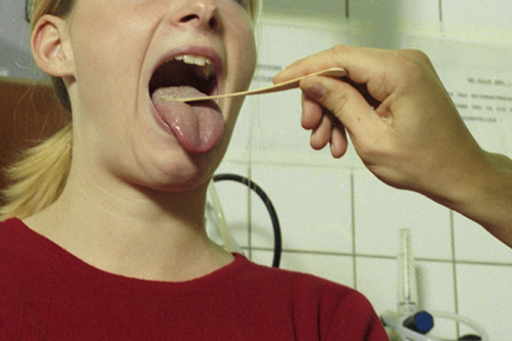
Gebruik van een houten tongspatel voor medisch onderzoek

Een tongspatel of mondspatel is een eenvoudig medisch hulpmiddel om bij lichamelijk onderzoek goed in de mond- en keelholte te kunnen kijken.

## Bouw en vorm
Tongspatel bestaan uit een plat reepje met afgeronde uiteinden en is in het algemeen zo'n 15 centimeter lang, soms ook een paar centimeter korter of langer.
Meestal zijn tongspatels van hout gemaakt, soms van metaal. Ze vallen onder Richtlijn 93/42/EEG betreffende medische hulpmiddelen, zijn gesteriliseerd verkrijgbaar en worden bewaard in een houder. Het steriliseren gebeurt met behulp van ethyleenoxide. Meestal worden ze na eenmalig gebruik weggegooid, uit oogpunt van hygiëne.
Dankzij zijn vorm wekt de spatel slechts zelden braakreflexen op bij de patiënt.

## Gebruik
De spatels worden vooral gebruikt om de tong tegen de mondbodem te duwen, zodat er goed in de orofarynx gekeken kan worden, bijvoorbeeld bij een keelontsteking. Ook kan dit nodig zijn wanneer er een keelkweek wordt genomen voor nader onderzoek. Bij onderzoek met een laryngoscoop wordt ook gebruikgemaakt van een tongspatel, maar dan in de vorm van een afneembaar blad en in combinatie met een keelspiegel.
Tongspatels worden daarnaast soms (oneigenlijk) gebruikt voor andere doeleinden, bijvoorbeeld om zalf mee uit te smeren of om iets schoon te maken.
In de gynaecologie wordt gebruikgemaakt van soortgelijke spatels (uitstrijkspatels). Deze zijn iets anders van vorm dan mondspatels.